# Ondřej Hudeček
Ondřej Hudeček est un joueur de volley-ball tchèque né le 9 mai 1981 à České Budějovice (Bohême-du-Sud). Il mesure 1,97 m et joue attaquant. Il est international tchèque.

## Clubs
| Club             | De        | À         |
| ---------------- | --------- | --------- |
| České Budějovice | 2000-2001 | 2002-2003 |
| AS Cannes        | 2003-2004 | 2005-2006 |
| Rennes Volley 35 | 2006-2007 | 2007-2008 |
| Montpellier UC   | 2008-2009 | 2010-2011 |
| Beauvais OUC     | 2011-2012 | ...       |

## Palmarès
- Championnat de France (1)
  - Vainqueur : 2005
  - Finaliste : 2004
- Championnat de République tchèque (1)
  - Vainqueur : 2002
- Coupe de France
  - Finaliste : 2010, 2012
- Coupe de République tchèque (2)
  - Vainqueur : 2002, 2003